# 北区立谷端小学校
北区立谷端小学校（きたくりつ やばたしょうがっこう）は、東京都北区滝野川にある、区立の小学校である。

## 沿革
- 1934年5月5日 - 校舎ができる。東京府東京市滝野川第六尋常小学校分教場として開校する。
- 1934年5月14日 - 授業が始まる。
- 1936年4月1日 - 東京府東京市滝野川谷端尋常小学校となる。
- 1936年11月 - 増築校舎ができる。
- 1941年4月1日 - 東京府東京市滝野川谷端国民学校と校名が変更になる。
- 1942年7月25日 - 校庭に防火用プールができる。
- 1943年7月1日 - 東京都滝野川谷端国民学校と校名が変更になる。
- 1944年8月25日 - 学童集団疎開をする。（群馬県吾妻郡四万温泉)参加児童307名
- 1945年4月14日 - 戦災で校舎が全焼する。間借りの学校生活で授業を続ける。
- 1945年10月20日 - 集団疎開児童が全員帰る。西国民学校（紅葉中)に移る。午前午後の二部授業をする。
- 1947年4月1日 - 東京都北区谷端小学校と校名が変更になる。
- 1949年7月4日 - 現在地に仮校舎ができる。ユニセフ給食の指定校になる。ユニセフ給食全国モデルスクールに指定される。
- 1950年2月8日 - 自校でパンを焼く。(パン焼き器設置)
- 1951年5月11日 - 本建築2階建て6教室ができる。校歌・校旗ができる。
- 1952年5月2日 - 谷端小学校のシンボル「菩提樹」を植樹する。
- 1952年6月 - 校舎増築
- 1954年4月 - 放送クラブ NHKの学校放送「ラジオ新聞」にレギュラー出演校となる。
- 1956年6月27日 - 学校図書館ができる。
- 1957年1月24日 - 文部大臣及び東京都教育委員会より給食教育で表彰される。
- 1960年6月 - 鉄筋3階建て校舎(8教室、保健室など）ができる。
- 1962年3月 - 体育館ができる。図書館移築する。
- 1963年6月6日 - 全国小学校音楽研究大会会場校となる。
- 1965年4月16日 - 北区教育委員会研究協力校発表（算数)
- 1966年10月17日 - 築山（岩石園)、小鳥小屋、花壇などが整備される。
- 1967年7月31日 - 新しいプールができる。
- 1970年3月 - 鉄筋3階建て校舎（6教室）ができる。
- 1972年11月11日 - 新しい体育館ができる。校庭がダスト舗装になる。自然園が造成される。
- 1976年11月2日 - 校歌碑建立、自然園前庭造成。
- 1982年2月4日 - 北区学校保健協力校研究発表
- 1988年8月 - 防球ネットができる。
- 1991年11月29日 - 北区教育委員会研究協力校発表(特別活動)
- 1995年12月21日 - 東京都学校保健・給食大会「学校安全推進学校」表彰
- 1996年12月5日 - 校舎の耐震工事が終わる。
- 1997年4月30日 - パソコン室完成
- 2004年2月 - 図書室・21席対応型教室（菩提樹ルーム)改修
- 2008年2月25日 - 体育館大規模改修工事完成
- 2008年5月1日 - 緑のカーテン設置
- 2009年8月31日 - 体育館内部塗装
- 2010年3月30日 - 地デジ対応テレビ、テレビ台設置
- 2012年4月13日 - 日中教育交流
- 2012年6月16日 - ヤギの飼育開始
- 2016年2月19日 - 自然園ビオトープ完成
- 2016年8月 - 校舎外壁塗装終了

## 教育目標
～子どもに独り立ちの力を、人としての温もりを～

（めざす児童像）

○「なりたい自分」を語れる子ども

○「なれる自分」を広げていく子ども

○自らに価値を感じる子ども

○自分以外の人に思いをめぐらす子ども